# Mariano Ospina Delgado
Mariano Ospina Delgado (Sonsón, 30 de abril de 1820 - Salamina, 13 de agosto de 1897) fue un abogado y político colombiano que participó de la Colonización Antioqueña.

## Biografía
Desde pequeño se trasladó junto con su familia desde Sonsón a Salamina, población que su padre Juan Ospina ayudó a fundar. Aunque no pudo asistir a la escuela, se formó académicamente como abogado.
En 1848 es nombrado como primer presidente del cabildo (concejo) de Salamina. Considerado el primer educador de Caldas, en 1849 fue elegido a la Asamblea de Antioquia por el cantón de Salamina.
Jugó un papel importante en la fundación formal de Manizales en 1849, al ser él el diputado que propuso el plan de ley para dar lugar a la fundación de esta ciudad ante la Asamblea Departamental de Antioquia.  Así, por ordenanza del 12 de octubre de 1849, se fundó el municipio (entonces llamado parroquia) de Manizales. En esta población fue juez de circuito y prefecto del departamento. 
También fue el responsable de proponer e impulsar la fundación de Filadelfia ante el mismo órgano legislativo. Entre 1852 y 1854 fue juez de Salamina.
En 1856, también en Manizales, organizó la Instrucción Pública de las escuelas, mejorando su administración y calidad educativa, para después seguir con su labor de educador en Salamina. Allí, fue destituido por razones políticas, pero continuó su labor con la fundación de una escuela privada.
Como presidente de la Asamblea Constituyente de Antioquia, fue responsable de, en 1857, rebajar de categoría de municipio a corregimiento a la población de Aranzazu, si bien esta población sería restituida a su condición de municipio dos años después.
En 1871 fue nombrado secretario general de la alcaldía de Salamina, sitio desde donde organizó la educación en ese municipio, que se encontraba en estado deplorable.